# Station Imbramowice
Station Imbramowice is een spoorwegstation in de Poolse plaats Imbramowice.